# Índex de producció industrial

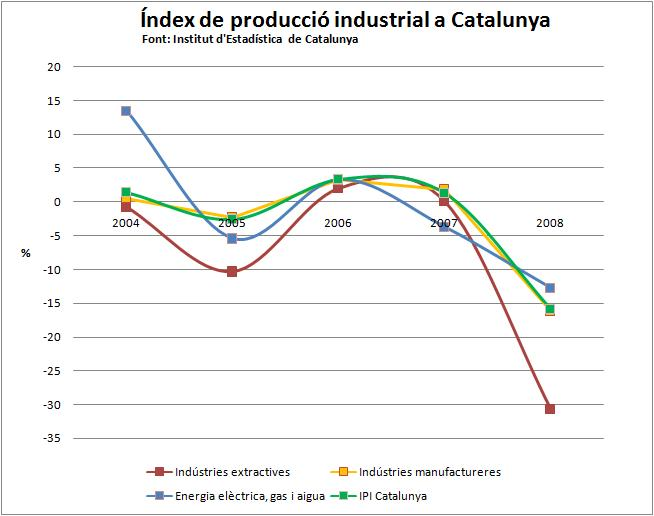
IPI a Catalunya en el període 2004-2008

L'índex de producció industrial (IPI) és un indicador conjuntural que mesura l'evolució de l'activitat productiva de la indústria. També es realitza una classificació per grans sectors industrials: Béns de consum (durador i no durador), equipaments, intermedis i energia.
L'índex té com a objectiu mesurar l'evolució del volum del valor afegit brut generat pel conjunt de la indústria. Per tant, mesura els canvis en la producció industrial sense l'efecte dels preus. La cobertura de l'índex s'estén a tots els sectors industrials, excepte la construcció, definits en el Reglament CE núm. 656/2007 de la Comissió de les Comunitats Europees, que modifica el Reglament CE núm. 586/2001, referent a la definició dels grans sectors industrials.
S'obté en el cas d'Espanya mitjançant una enquesta contínua de l'INE de periodicitat mensual que investiga cada mes uns 11.500 establiments i més de 1.100 productes. Els índexs utilitzen la metodologia Laspeyres, amb ponderacions fixes per a l'any base (2015 actualment), d'acord amb la informació de l'enquesta industrial anual d'empreses (EIE) i de productes (EIP). L'Idescat hi incorpora una desagregació dels béns d'equipament i béns intermedis, per a Catalunya. També l'ofereix per les quatre seccions de la CCAE-2009 i les divisions de les indústries manufactureres.
A partir d'aquest índex, si es descompta el sector de l'energia i l'aigua, s'obté l'índex de producció de productes industrials (IPPI).
L'IPI corregit dels efectes del calendari laboral permet calcular taxes de variació entre mesos de durada homogènia. La correcció s'efectua per a l'índex general i per a cadascun dels tres grups de destinació.

## Evolució de l'IPI a Illes Balears, Catalunya i País Valencià
Durant el 2020 l'IPI de Catalunya i País Valencià fou positiu en el global de l'any, malgrat la situació de paràlisi provocada per la pandèmia de Covid-19. A les Illes Balears en canvi sí que fou negatiu, arrossegat sobretot per les caigudes en els béns de consum i d'equip. Per al cas de Catalunya els sectors industrials que van empènyer l'IPI foren el de béns intermedis i energia, mentre que per al País Valencià ho van fer els d'energia i béns d'equip.
En la sèrie històrica disponible per comunitats autònomes de l'Institut Nacional d'Estadística d'Espanya, des del 2003, s'hi observen clarament els cicles econòmics mundials, amb la greu crisi que va començar el 2008, on els tres països hi mostren caigudes importants del seu IPI, així com de les desacceleracions de 2011/12 i 2018. En canvi els períodes comuns de creixement només es produeixen en tres exercicis, el 2003, 2013, 2014, 2017 i 2019, i en concret el 2013 i 2014 els IPI sectorials que més van créixer foren els de béns d'equip i, en menor mesura, d'intermedis (components).
|                           | 2022  | 2021  | 2020  | 2019  | 2018  | 2017  | 2016  | 2015  | 2014  | 2013  | 2012  | 2011  | 2010  | 2009  | 2008  | 2007  | 2006  | 2005  | 2004  | 2003 |
| Balears, Illes            |       |       |       |       |       |       |       |       |       |       |       |       |       |       |       |       |       |       |       |      |
| Total indústria           | -2,6  | 5,8   | -6,9  | 3,2   | -17,8 | 9,3   | 0,6   | -10,8 | 5,1   | 10,5  | -14,0 | -7,9  | 2,2   | -9,7  | -16,4 | 5,3   | -8,4  | 10,0  | -2,7  | 9,7  |
| Béns de consum            | 3,1   | 7,3   | -21,6 | 5,6   | -12,0 | -4,7  | -15,8 | 10,4  | -6,3  | 3,2   | -0,8  | -23,1 | 1,6   | -9,0  | -10,6 | -3,9  | -18,0 | 13,9  | -12,8 | 1,9  |
| Béns de consum durador    | 44,9  | -18,9 | -39,0 | 60,6  | -25,5 | 10,6  | -21,6 | 25,2  | -11,2 | -18,7 | -22,2 | -34,5 | 39,4  | -50,6 | -29,0 | 6,8   | -66,9 | 178,0 | -56,0 | 44,4 |
| Béns de consum no durador | -5,1  | 14,6  | -14,9 | -6,7  | -8,2  | -8,2  | -15,6 | 8,4   | -5,6  | 7,3   | 4,4   | -24,5 | -1,8  | -1,6  | -6,1  | -6,1  | 4,8   | -10,5 | 2,0   | -7,4 |
| Béns d'equip              | 8,4   | 0,5   | -15,6 | 17,8  | -8,2  | 19,1  | 16,4  | -43,9 | 22,2  | 86,1  | -45,0 | 19,3  | 38,0  | -19,8 | -11,2 | 20,2  | -20,9 | 43,1  | -12,6 | 63,9 |
| Béns intermedis           | 18,2  | 2,5   | 8,4   | -7,8  | -36,3 | 22,6  | -2,7  | -16,5 | 20,1  | -2,2  | -29,4 | -15,6 | -23,0 | -4,1  | -51,4 | 5,2   | -3,6  | 11,0  | 14,4  | -1,7 |
| Energia                   | -10,5 | 7,5   | -0,5  | -0,1  | -18,5 | 10,0  | 6,9   | -7,8  | 3,5   | 5,1   | -9,6  | -7,9  | 1,2   | -8,6  | 4,0   | 8,6   | 3,9   | -3,1  | 2,5   | 11,8 |
| Catalunya                 |       |       |       |       |       |       |       |       |       |       |       |       |       |       |       |       |       |       |       |      |
| Total indústria           | -1,6  | 1,8   | 4,1   | 2,3   | -8,2  | 4,1   | 0,4   | 3,8   | 4,9   | 6,7   | -9,7  | -7,3  | 3,3   | 3,9   | -15,4 | -2,0  | 2,0   | -1,2  | -1,7  | 4,9  |
| Béns de consum            | 1,0   | 9,7   | -0,8  | 3,2   | -2,2  | -1,1  | -2,3  | 4,6   | 5,1   | 8,4   | -14,0 | -7,4  | 6,0   | 3,0   | -2,6  | 1,4   | -0,2  | -2,8  | -4,8  | 5,7  |
| Béns de consum durador    | 19,1  | 2     | 3,5   | 4,3   | 1,1   | 12,7  | 3,1   | -4,2  | 8,4   | -5,9  | -27,9 | -18,0 | -16,6 | -8,5  | -33,6 | -4,2  | 8,1   | 9,7   | -11,6 | 6,8  |
| Béns de consum no durador | 0,0   | 10,2  | -1,0  | 3,1   | -2,3  | -1,8  | -2,6  | 5,1   | 5,0   | 9,2   | -13,2 | -6,7  | 8,2   | 4,5   | 3,3   | 2,5   | -2,5  | -4,4  | -3,9  | 5,6  |
| Béns d'equip              | 10,1  | -2,9  | -1,2  | 8,3   | -10,4 | 11,0  | -5,3  | 3,2   | 1,1   | 13,1  | -15,2 | 3,6   | 1,1   | -7,1  | -15,9 | -3,1  | 10,8  | 4,6   | -6,2  | 1,7  |
| Béns intermedis           | -9,1  | -1    | 12,6  | -2,2  | -8,6  | 2,2   | 3,5   | 5,7   | 9,9   | 5,2   | -9,4  | -10,0 | -1,1  | 10,6  | -27,8 | -5,4  | 0,0   | -4,1  | 1,3   | 5,8  |
| Energia                   | -9,4  | -1,8  | 7,1   | 0,1   | -16,0 | 9,4   | 9,9   | -1,5  | 0,8   | -1,9  | 9,9   | -18,0 | 10,8  | 11,7  | -14,1 | 1,3   | -3,5  | 4,0   | 6,7   | 5,4  |
| País Valencià             |       |       |       |       |       |       |       |       |       |       |       |       |       |       |       |       |       |       |       |      |
| Total indústria           | -4,5  | 2     | 10,3  | 1,0   | -0,3  | 0,8   | -0,3  | 6,8   | 2,5   | 9,0   | -8,8  | -5,7  | -5,2  | 6,0   | -18,6 | 0,8   | -4,1  | 3,6   | -1,3  | 2,3  |
| Béns de consum            | -4,5  | 10,6  | 1,7   | 4,4   | -6,3  | -1,9  | 0,5   | -3,0  | 7,3   | 2,4   | -12,0 | -2,7  | -10,7 | 5,6   | -15,2 | -2,6  | 0,3   | -1,8  | -2,5  | 1,9  |
| Béns de consum durador    | -12,6 | 19,5  | -8,9  | 17,5  | -4,5  | -10,9 | 11,7  | 3,7   | -1,7  | -8,7  | -8,2  | -16,8 | -12,4 | -19,3 | -33,6 | -6,4  | 4,9   | 7,1   | 0,3   | -3,0 |
| Béns de consum no durador | -3,5  | 9,5   | 3,1   | 2,9   | -6,5  | -0,8  | -0,8  | -3,6  | 8,3   | 3,8   | -12,5 | -0,6  | -10,5 | 11,2  | -9,5  | -1,5  | -1,5  | -3,9  | -3,3  | 3,2  |
| Béns d'equip              | -3,7  | -1    | 19,4  | -0,5  | -1,2  | 13,5  | -11,7 | 18,0  | -4,8  | 32,3  | -11,6 | 7,0   | -11,9 | 25,5  | -35,5 | -12,3 | -12,8 | 15,2  | 1,7   | -1,4 |
| Béns intermedis           | -9,3  | 6     | 5,5   | 6,7   | 4,5   | 1,2   | -0,6  | 7,9   | 5,5   | 5,5   | -3,8  | -12,9 | -0,6  | 5,0   | -24,3 | -3,5  | -2,2  | 4,1   | -5,2  | 4,7  |
| Energia                   | 7,1   | -12,7 | 24,1  | -12,8 | -1,7  | -6,6  | 5,7   | 7,8   | -3,8  | 4,5   | -11,5 | -3,1  | -2,6  | -3,2  | 9,5   | 57,8  | -13,9 | 2,7   | 20,7  | -4,4 |
| Font: INE                 |       |       |       |       |       |       |       |       |       |       |       |       |       |       |       |       |       |       |       |      |